# França nos Jogos Paralímpicos de Verão de 2020
A França  está participando dos Jogos Paralímpicos de Verão de 2020 que estão ocorrendo em Tókio, no Japão. O responsável pela equipe paralímpica é o Comité Paralímpico e Desportivo Francês, assim como as federações desportivas nacionais de cada desporte com participação.